# Reis-ul-ulema
Reis-ul-ulema (turski: reisül-ulema, arapski: رئيس العلماء - starješina vjerskih učenjaka) naslov je za velikog muftiju u Bošnjaka muslimana. Predstavlja najviši vjerski autoritet ne samo za muslimane u Bosni i Hercegovini već i za muslimane u Hrvatskoj, Sandžaku, Sloveniji, Srbiji i bošnjačkoj dijaspori, gdje su muslimani organizirani kroz mešihate. Sjedište reis-ul-uleme je u Sarajevu. 
Suverenitet duhovne zajednice sa središtem u Sarajevu donekle priznaju i muslimanske zajednice u Crnoj Gori i Mađarskoj. Organizacija  muslimana Mađarske je, kao krovna zajednica muslimana u toj državi, u više navrata pozvala reisu-l-ulemu, da bude vjerski poglavar muslimana i u Mađarskoj, dok Islamska zajednica u Crnoj Gori posjeduje mešihat, ali ne rijaset i reisu-l-ulemu. Pored toga, ova organizacija koristi institucionalnu, kadrovsku i drugu pomoć Islamske zajednice u Bosni i Hercegovini.
Trenutni reis-ul-ulema je Husein ef. Kavazović.

## Povijest
Naslov reis-ul-ulema pojavio se u prvi put 1881. u molbi bošnjačkih uglednika austrougarskim vlastima da imaju svoga poglavara koji će rukovoditi njihovim vjerskim poslovima. Godinu dana kasnije, Austro-Ugarska je udovoljila ovoj molbi, koju je i sama inicirala, te je formiran Medžlis-i ulema (Savjet uleme) sastavljen od četiri alima (učenjaka) i reis-ul-uleme kao predsjednika. Tim činom uspostavljeno je vjersko vodstvo Bošnjaka odvojeno od 
Istanbula (Mešihat).
Alternativa službi reisu-l-uleme mogla je biti veliki muftija ili glavni muftija, naziv za vjerskog vođu kod ostalih muslimanskih zajednica na Balkanu. Kod svih ovih zajednica nakon odstupanja Osmanskog Carstva uspostavljaju se vjerske organizacije na čelu s muftijom. U većini balkanskih zemalja s muslimanskim manjinama (Bugarska, Srbija, Grčka, Rumunjska) nakon Balkanskih ratova ugovorima o miru je bilo predviđeno osnivanje nacionalnih vjerskih administracija muslimana na čelu s velikim/glavnim muftijama.
Jednoobraznost ovih rješenja posljedica je činjenice da je postignuto putem ugovora Osmanskog Carstva i balkanskih država pa su slijeđeni istovjetni institucionalni obrasci. Međutim, Bošnjaci su sami, pod pritiskom austrougarske vlasti izgradili poseban sustav vjerske administracije i zbog toga su bila moguća rješenja koja nemaju paralelu među ostalim muslimanskim zajednicama na Balkanu.

## Legitimitet
Do 1878. najviši vjerski velikodostojnici su bili muftije koji su u osmanskoj hijerarhiji uleme imali rang pokrajinskih muftija. Postavljani su od šejh-ul-islama koji je izdavao i poseban dokument o postavljenju poznat kao menšura. Tokom cjelokupnog vremena postojanja ureda šejhu-l-islama u Istanbulu,  koji je ukinut 1924, Bošnjaci su insistirali na tome da reisu-l-ulema dobije pismo o imenovanju, iz Istanbula. 
Austro-Ugarska je bila zainteresirana za pitanje izbora reis-ul-uleme. Autonomni štatut 1909. godine je donio rješenje koje je odražavalo izvjesnu podjelu na izbor reisu-l-uleme između Bošnjaka, Austro-Ugarske i šejh-ul-islama. Prema Štatutu, Izborno tijelo nominiralo je tri kandidata za upražnjeno mjesto reis-ul-uleme od kojih je austrougarski monarh birao jednog i imenovao ga na tu dužnost. Nakon toga Izborna kurija se obraćala molbom šejh-ul-islamu da imenovanom reis-ul-ulemi izda menšuru. Molba je upućivana diplomatskim putem. Ista ili slična procedura predviđana je kasnije i za muslimane ostalih balkanskih zemalja nakon Balkanskih ratova.
Nova situacija nastupila je nakon ukidanja Mešihata u Turskoj 1924. godine. Godine 1930. Islamska zajednica u Kraljevini Jugoslaviji pronalazi novo rješenje za izvor legaliteta reisu-l-uleme. Ustav Islamske zajednice u Kraljevini Jugoslaviji od 9. srpnja 1930. propisao je da posebno tijelo sastavljeno od nacionalnih muslimanskih uglednika izda pismo o imenovanju novoizabranog reis-ul-uleme "sve dok se ne uspostavi pravovaljani kalifat". Kalifat do danas nije ponovno uspostavljen.
Ova praksa izdavanja menšure vjerskom poglavaru Bošnjaka nakon ukidanja Mešihata jedinstven je slučaj među muslimanima na Balkanu. Druge manjinske muslimanske zajednice, i kada su imale općeprihvaćene vjerske vođe, nisu nastojale da im osiguraju, makar i formalnu, šerijatsku legitimaciju.

## Izbor
Kada je u pitanju izbor reis-ul-ulemu, po Ustavu Islamske zajednice u BiH iz 1997. godine, kandidati za reis-ul-ulemu ne mogu biti mlađi od 40 godina.  Izborno tijelo broji od 350 do 400 članova, a čine ga članovi Sabora, Rijaseta, glavni imami, muftije, rukovoditelji svih ustanova Islamske zajednice, osobe koje imaju legitimitet cijele zajednice iz Bosne i Hercegovine, Hrvatske, Slovenije, Sandžaka, Srbije, te dijaspore (Australija, Amerika, Europa). Bira se tajnim glasovanjem, a nakon izbora reis-ul-uleme Sabor Islamske zajednice imenuje Odbor za predaju menšure reis-ul-ulemi. Prilikom preuzimanja menšure reis-ul-ulema polaže zakletvu u Gazi Husrev-begovoj džamiji u Sarajevu i službeno stupa na dužnost. Ako je za reis-ul-ulemu ponovo izabran dotadašnji reis-ul-ulema svečanost obznanjivanja njegovog novog mandata obavlja se prema propisanom protokolu bez predaje nove Menšure. Mandat reis-ul-uleme traje sedam godina i sedmogodišnje razdoblje može se produžiti za još jedan mandat.

## Reis-ul-uleme
reis-ul-ulema
      naibu-reis koji je rukovodio upražnjenim mjestom reis-ul-uleme
| Br. | Slika | Ime i prezime                                   | Mandat započeo | Mandat završio | Napomena                                             |
| --- | ----- | ----------------------------------------------- | -------------- | -------------- | ---------------------------------------------------- |
| 1.  |       | Mustafa Hilmi ef. Hadžiomerović (1816. – 1895)  | 1882.          | 1893.          |                                                      |
| 2.  |       | Mehmed Teufik ef. Azabagić (1838. – 1918.)      | 1893.          | 1909.          |                                                      |
| −   |       | Ahmed Munib ef. Korkut                          | 1909.          | 1910.          |                                                      |
| 3.  |       | hfz. Sulejman ef. Šarac (1850. – 1927.)         | 1910.          | 1912.          |                                                      |
| −   |       | hfz. Mehmed Teufik ef. Okić (1870. – 1932.)     | 1912.          | 1914.          |                                                      |
| 4.  |       | Mehmed Džemaluddin ef. Čaušević (1870. – 1938.) | 1914.          | 1930.          |                                                      |
| 5.  |       | hfz. Ibrahim ef. Maglajlić (1861. – 1936.)      | 1930.          | 1936.          |                                                      |
| −   |       | Salih Safvet ef. Bašić (1886. – 1948.)          | 1936.          | 1938.          |                                                      |
| 6.  |       | Fehim ef. Spaho (1877. – 1942.)                 | 1938.          | 1942.          |                                                      |
| −   |       | Salih Safvet ef. Bašić (1886. – 1948.)          | 1942.          | 1947.          |                                                      |
| 7.  |       | Ibrahim ef. Fejić (1879. – 1962.)               | 1947.          | 1957.          |                                                      |
| 8.  |       | Sulejman ef. Kemura (1908. – 1975.)             | 1957.          | 1975.          |                                                      |
| 9.  |       | Naim ef. Hadžiabdić (1918. – 1987.)             | 1975.          | 1987.          |                                                      |
| −   |       | Ferhat ef. Šeta                                 | 1987.          | 1987.          |                                                      |
| 10. |       | hfz. Husein ef. Mujić (1918.-?)                 | 1987.          | 1989.          |                                                      |
| 11. |       | Jakub ef. Selimoski (1946. – 2013.)             | 1991.          | 1993.          | naibu-reis (1989.-1991.) reis-ul-ulema (1991.-1993.) |
| 12. |       | Mustafa ef. Cerić (r. 1952)                     | 1993.          | 2012.          | naibu-reis (1993.-1998.) reis-ul-ulema (1998.-2012.) |
| 13. |       | Husein ef. Kavazović (r. 1964)                  | 2012.          | Trenutačno     |                                                      |

## Vanjske poveznice
- Uloge i značaj halifata kroz historiju